# Форт-Гуд-Хоп
Форт-Гуд-Хоп (англ. Fort Good Hope) — деревня в Северо-Западных территориях, Канада.

## География
Деревня расположена на правом берегу реки Маккензи, примерно в 145 км к северо-западу от деревни Норман-Уэлс.

## Население
По данным переписи 2011 года население деревни составляло 515 человек, что на 7,5 % ниже, чем данные прошлой переписи 2006 года. По данным на 2006 год численность коренных народов Канады в деревне составила 515 человек, из них 460 человек — индейцы, 40 человек — метисы и 10 человек — инуиты. Основные языки населения — слейви и английский.

## Транспорт
Основным всесезонным способом добраться до Форт-Гуд-Хопа является малая авиация. Местный аэропорт принимает регулярные рейсы из Инувика и Норман-Уэлса. Летом важной транспортной артерией региона является река Маккензи. Зимой из Форт-Гуд-Хопа можно добраться по зимнику до деревни Ригли, расположенной к югу. Ригли соединена с дорожной сетью страны трассой Маккензи. Существуют планы по продлению этой трассы через Гуд-Хоп-Бей до деревни Цигетчик, где она соединится с трассой Демпстер.